# Estación de Birmingham Snow Hill
Birmingham Snow Hill es una estación de ferrocarril situada en el centro de la ciudad de Birmingham. Es una de las tres estaciones principales del núcleo urbano, junto con Birmingham New Street y Birmingham Moor Street.
Snow Hill fue durante un tiempo la estación principal del Great Western Railway en Birmingham y, en su apogeo, rivalizó con la estación de New Street, disputándole los servicios a destinos como la Estación de Paddington en Londres, Wolverhampton Low Level, Birkenhead Woodside, Gales y la Región del Sudoeste de Inglaterra. Ha sido reconstruida varias veces desde que se inauguró la primera estación en Snow Hill, una estructura de madera temporal, en 1852. Se edificó como estación permanente en 1871, y sería reconstruida nuevamente en una escala mucho mayor durante el período de 1906 a 1912. La electrificación de la línea principal de Londres a New Street en la década de 1960, favoreció a la Estación de New Street frente a la de Snow Hill, la mayoría de cuyos servicios se cancelaron a finales de la década de 1960. Esto llevó al eventual cierre de la estación en 1972 y su demolición cinco años después. Después de quince años de cierre, se construyó la nueva estación en Snow Hill con su configuración actual, reabierta en 1987.
Hoy en día, la mayoría de los trenes que usan Snow Hill son servicios locales de las Snow Hill Lines, operadas por el West Midlands Railway, que dan servicio a Worcester Shrub Hill, Kidderminster, Stourbridge Junction, Stratford-upon-Avon y Solihull. El único servicio de larga distancia que utiliza Snow Hill es hacia y desde la Estación de Marylebone en Londres, operado por Chiltern Railways a través de la Línea Principal de Chiltern.
La actual Estación de Snow Hill tiene tres andenes para los trenes de National Rail. Cuando se reabrió originalmente en 1987, tenía cuatro, pero en 1999 uno de ellos pasó a ser usado como terminal para los tranvías de West Midlands Metro en la línea desde Wolverhampton. Esta terminal de tranvía cerró en octubre de 2015 para conectar la extensión del metro de West Midlands a través del centro de la ciudad de Birmingham, lo que implicó la construcción de un terraplén situado junto a la estación dedicado a los tranvías, incluyendo la parada de St Chads que sirve a Snow Hill.

## Historia

### Primeros años
El emplazamiento de la estación estuvo ocupado anteriormente por la fábrica de vidrio de Oppenheim. La antigua fábrica se demolió, pero se cree que muchas partes del edificio y la maquinaria quedaron enterradas debajo de la estación y el estacionamiento; y durante los trabajos de desarrollo recientes junto a la estación, el área fue designada como lugar de interés arqueológico por el Ayuntamiento de Birmingham. La estación se inauguró en 1852 en la línea principal del Great Western Railway (GWR) que unía la Estación de Paddington en Londres a Wolverhampton Low Level y a Birkenhead Woodside. Originalmente llamada Estación de Birmingham, su nombre se cambió a Gran Estación de Charles Street y luego a Estación de Livery Street. Finalmente pasó a llamarse Snow Hill en 1858, y en 1863 se añadió al conjunto de edificaciones el Great Western Hotel.

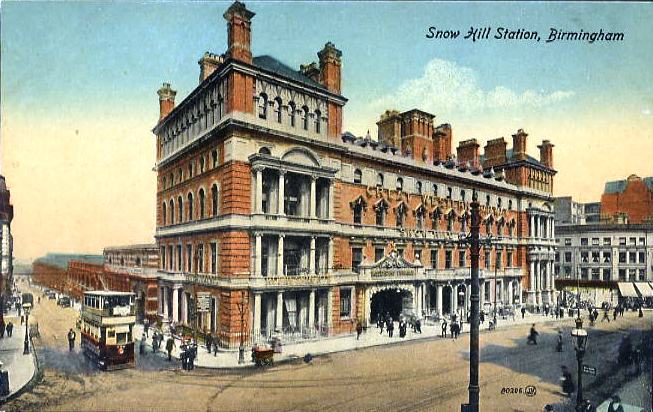
La fachada original de Snow Hill en Colmore Row

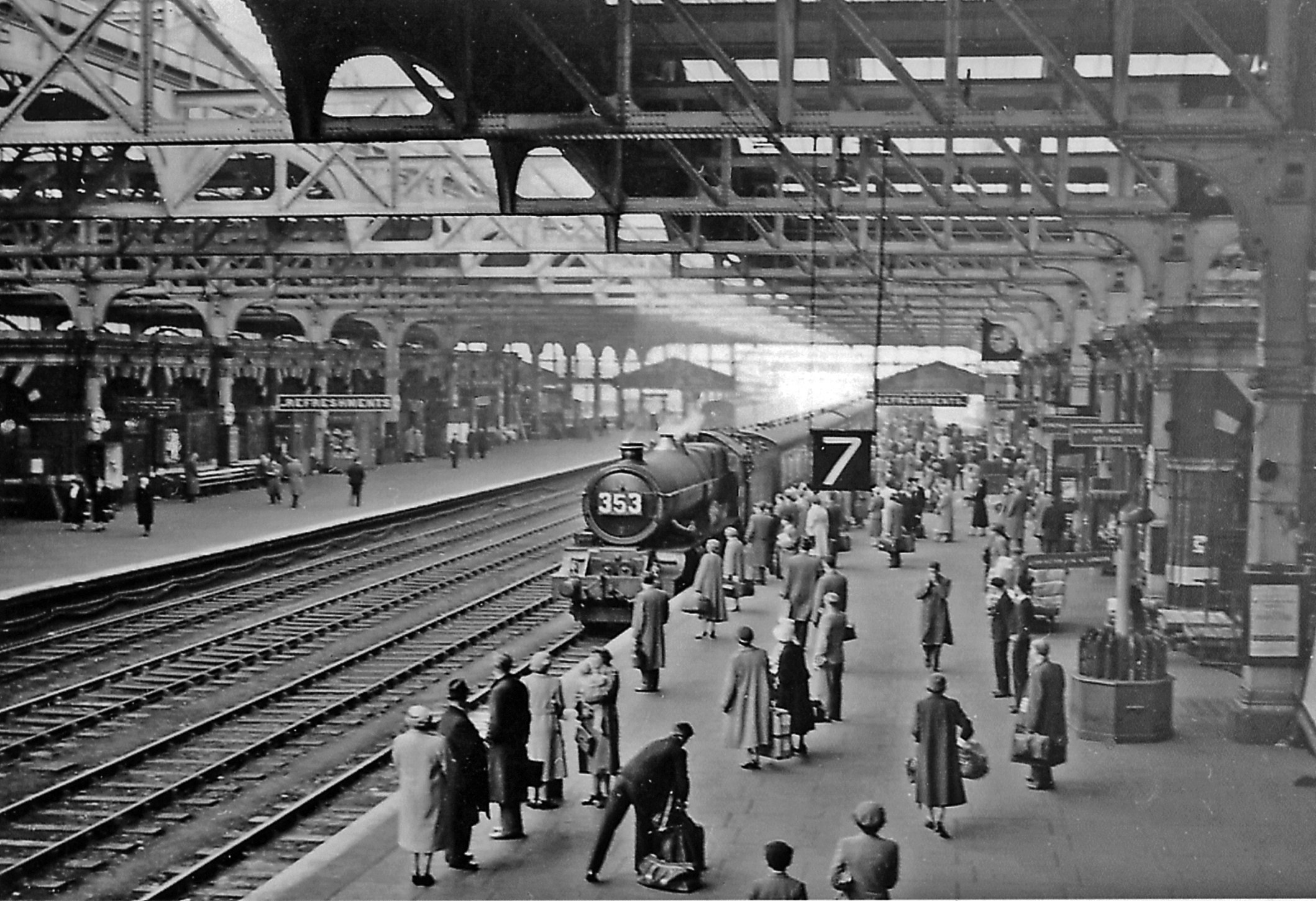
La antigua Estación de Snow Hill en 1957

Nunca se planteó como la estación principal de Birmingham, pero cuando se impidió que el ferrocarril llegara a su terminal inicialmente prevista en Curzon Street, el ingeniero Robert Stephenson y el abogado Samuel Carter (representante del Ferrocarril de Londres y del Noroeste) argumentaron en el parlamento la existencia de riesgos de seguridad causados porque dos compañías rivales compartiesen una estación congestionada. La estación original era una simple estructura provisional en forma de una gran nave de madera que cubría los andenes. En 1871 fue reconstruida y reemplazada por una estructura permanente. La estación de 1871 tenía dos andenes pasantes y andenes en bahía en el extremo de Wolverhampton, cubiertas por un techo arqueado. El acceso a la estación era por un lateral desde Livery Street. Los trenes del sur llegaban a través del túnel de Snow Hill, construido a cielo abierto en una trinchera y luego recubierto de tierra, y con un desmonte desde Temple Row hasta Snow Hill. El desmonte se techó en 1872, construyéndose encima la Arcada del Great Western.
Para hacer frente a la expansión del tráfico, la estación Snow Hill se reconstruyó nuevamente a una escala mucho mayor entre 1906 y 1912. Su nuevo edificio principal estaba destinado a competir con el de New Street, que en ese momento era un edificio mucho más grande de lo que es hoy. La estación reconstruida contenía lujosas instalaciones, como un gran vestíbulo con un techo de vidrio arqueado y lujosas salas de espera decoradas con madera de roble. El área de los andenes principales estaba cubierta por un gran techo de vidrio y acero. Consistía en cuatro andenes pasantes y otros cuatro en bahía en el extremo norte para los trenes que iniciaban o finalizaban su recorrido en Snow Hill. Los andenes de paso eran lo suficientemente largos para acomodar dos trenes a la vez, y los desvíos permitían que los trenes se detuvieran por delante o por detrás de otros trenes parados en un andén, creando en la práctica una estación de 10 andenes. La línea norte desde Snow Hill hacia Hockley era cuádruple por entonces, pero el costo de duplicar el túnel de Snow Hill en el extremo sur se consideró prohibitivo. El túnel no tenía capacidad suficiente para dar cabida a todos los servicios, por lo que, como solución, se construyó la Estación de Moor Street como una instalación de "desbordamiento" en el extremo opuesto del túnel, con el fin de dar servicio a los trenes locales hacia Leamington Spa y Stratford-upon-Avon. El Great Western Hotel se cerró al mismo tiempo (ya que los huéspedes se quejaron de que los trenes de mercancías que pasaban por debajo los mantenían despiertos) y se convirtió en oficinas ferroviarias, y se habilitó una entrada para pasajeros en Colmore Row, que se convirtió en la entrada principal de la estación.

#### Servicios históricos

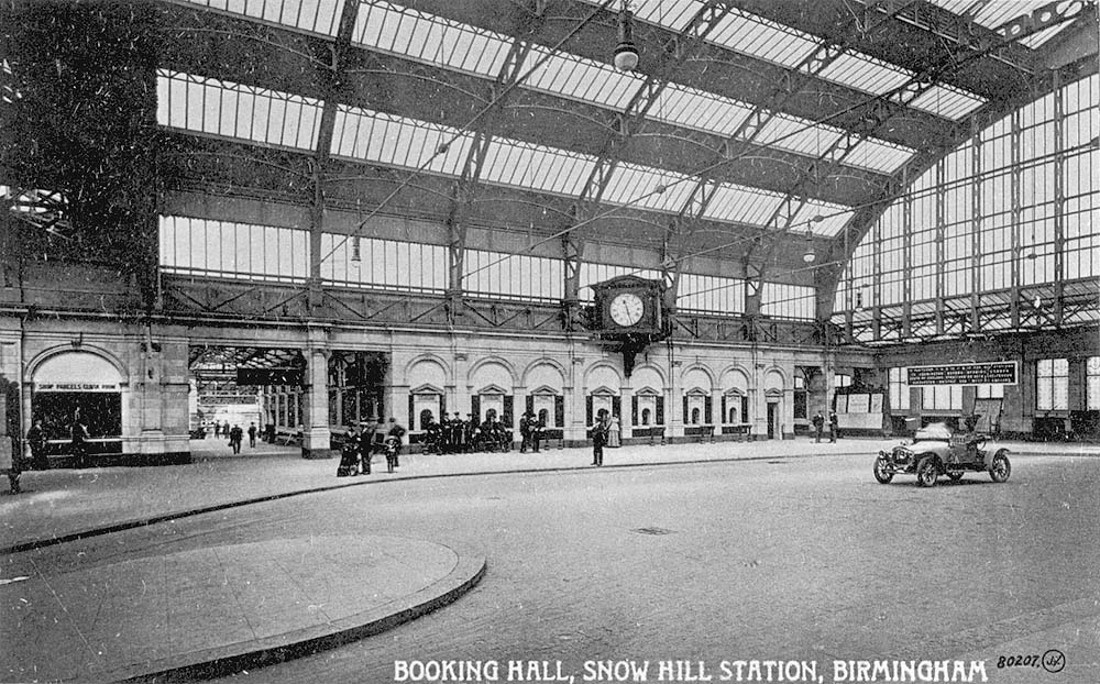
El antiguo vestíbulo, con su cubierta de vidrio abovedada (1914)

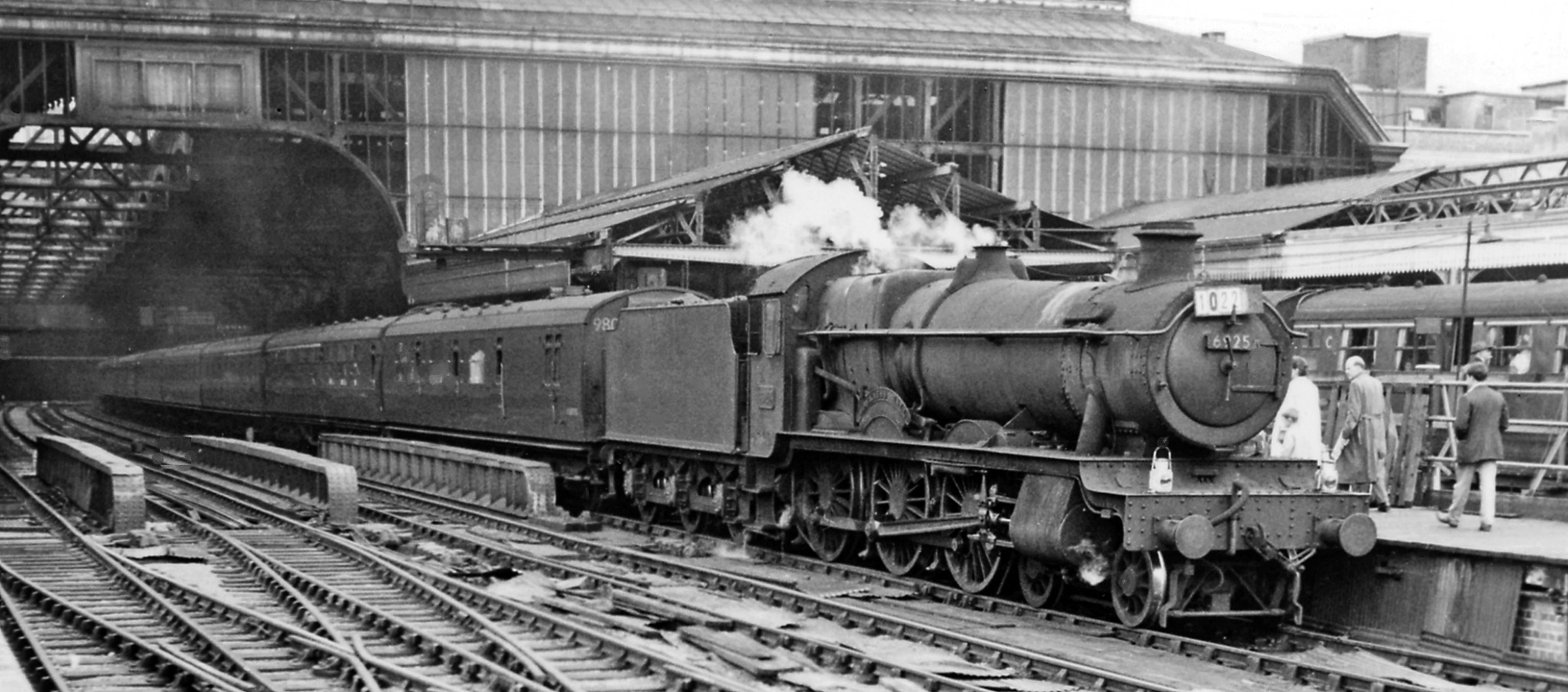
Parada de un expreso en Snow Hill en 1964

En su apogeo, muchos trenes que ahora llegan a la estación de New Street llegaron a Snow Hill, junto con algunos que ya no circulan. Servicios incluidos:
- Estación de Paddington (Londres): Servicio transferido a New Street en 1967, y luego abandonado por completo. El servicio de Londres se restableció a principios de la década de 1990, pero a London Marylebone, lo que lo convierte en el único servicio de larga distancia de Snow Hill.
- Wolverhampton Low Level y Dudley: El ramal de Snow Hill a Dudley se cerró en 1964, y el servicio a Wolverhampton Low Level fue uno de los últimos en mantenerse, cancelándose en 1972. Un servicio Snow Hill-Wolverhampton se reanudó en 1999, cuando se abrió la línea de tranvía Midland Metro, que ahora realiza la antigua ruta a Wolverhampton, aunque no da servicio a la antigua estación Low Level, sino que deja las vías antiguas y circula por las calles hasta la terminal de Wolverhampton en St George.
- Birkenhead Woodside a través de Wolverhampton, Shrewsbury, Wrexham y Chester: Esta era la antigua ruta del GWR desde Paddington. British Railways finalizó este servicio antes de cerrar Snow Hill en 1967.
- Centro de Gales a través de Shrewsbury: Estos trenes llegan a New Street (aunque es posible tomar un tren a Smethwick Galton Bridge para transbordar a los trenes de Transport for Wales que se dirigen a estos destinos).
- Hereford a través de Stourbridge Junction y Worcester Foregate Street: Los servicios Snow Hill-Worcester-Hereford se desviaron a New Street en 1967, y en 1995 se reanudaron los servicios entre Snow Hill, Stourbridge y Worcester.
- Cardiff Central a través de Stratford upon Avon: En 1908 se abrió la ruta de la Línea del Norte de Warwickshire a través de Stratford y Cheltenham Spa Malvern Road, que se convirtió en la principal ruta del GWR entre Birmingham y el suroeste y el sur de Gales. Un tren diésel con un servicio de bufet pionero comenzó a funcionar en julio de 1934 entre Snow Hill y Cardiff, sin escalas a través de Stratford, con solo dos paradas en Gloucester y Newport. Este fue el primer servicio expreso diésel de larga distancia en Gran Bretaña. El servicio funcionó hasta 1946, cuando fue reemplazado por un servicio de vapor convencional, que continuó hasta que se desvió por New Street en 1962.[10][11]
- Bristol Temple Meads, Exeter St Davids, Plymouth y Penzance a través de Stratford-upon-Avon: Estos servicios se desviaron a través de New Street y Bromsgrove en 1962. British Railways cerró más tarde la línea entre Stratford y Cheltenham en 1976.[11]

|  |  |  |

#### Jefes de estación
- James Kelly 1852-1855[12]
- George Wasborough Andrews 1855[13] -1863 (anteriormente jefe de estación en Swindon)
- Frederick John Cross 1863-1882[14]
- Charles William Noble 1883-1888[15] (luego jefe de estación en Reading)
- Henry Larkham 1888-ca. 1892 (anteriormente jefe de estación en Reading)
- A.R. Russel ca. 1895-1897
- Henry Herring 1897-1921[16] (anteriormente jefe de estación en Wednesbury)
- F.A. Taylor 1921-1932[17]
- T. Blea 1932-1936 (anteriormente jefe de estación en Fishguard)
- Arthur Elsden 1936[18] -1950 (anteriormente jefe de depósito en Old Oak Common)
- H.C. Swancutt 1950-1957[19] (anteriormente jefe de estación en Oxford, luego jefe de estación en Cardiff Central)
- Walter Taylor 1957-1960[20]
- R. George W. Windsor 1960-1963 (anteriormente jefe de estación en Newquay)
- George Smith 1964[21] - ????

### Cierre
Todavía a mediados de la década de 1960, Snow Hill seguía siendo una estación importante que manejaba millones de pasajeros al año. Así, en 1964 la estación registró 7,5 millones de pasajeros, en comparación con los 10,2 millones contabilizados New Street. Sin embargo, la electrificación de la Línea Principal de la Costa Oeste a la que da servicio New Street, significó que British Railways decidiera concentrar todos los servicios ferroviarios de Birmingham en una sola estación, y se consideró que Snow Hill se había convertido en una instalación redundante innecesaria. En 1966 se tomó la decisión de finalizar los servicios de la línea principal a través de Snow Hill una vez que se completara la electrificación de la Línea Principal de la Costa Oeste, y desviar la mayoría de sus servicios restantes a través de New Street.

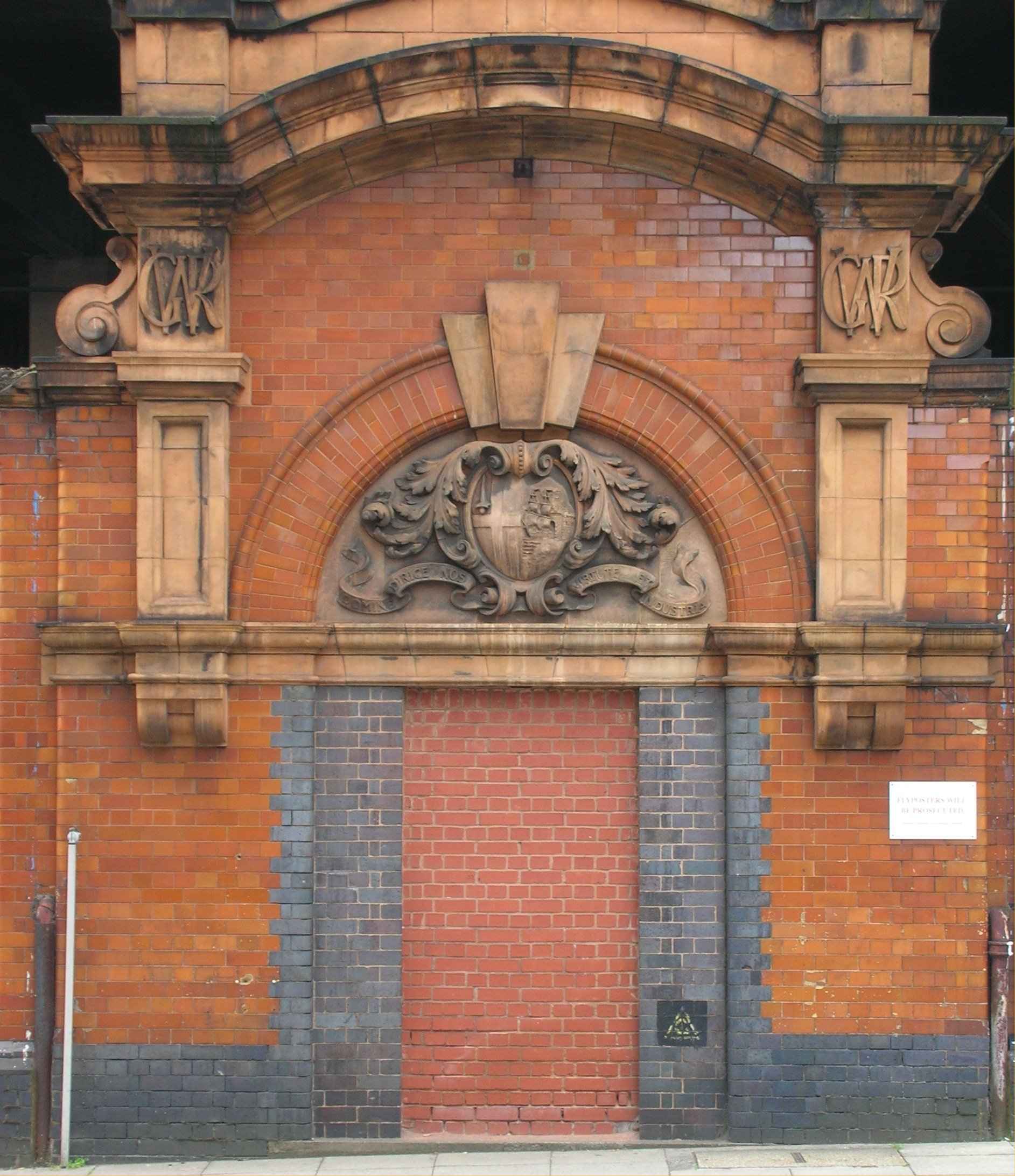
Entrada original en Livery Street

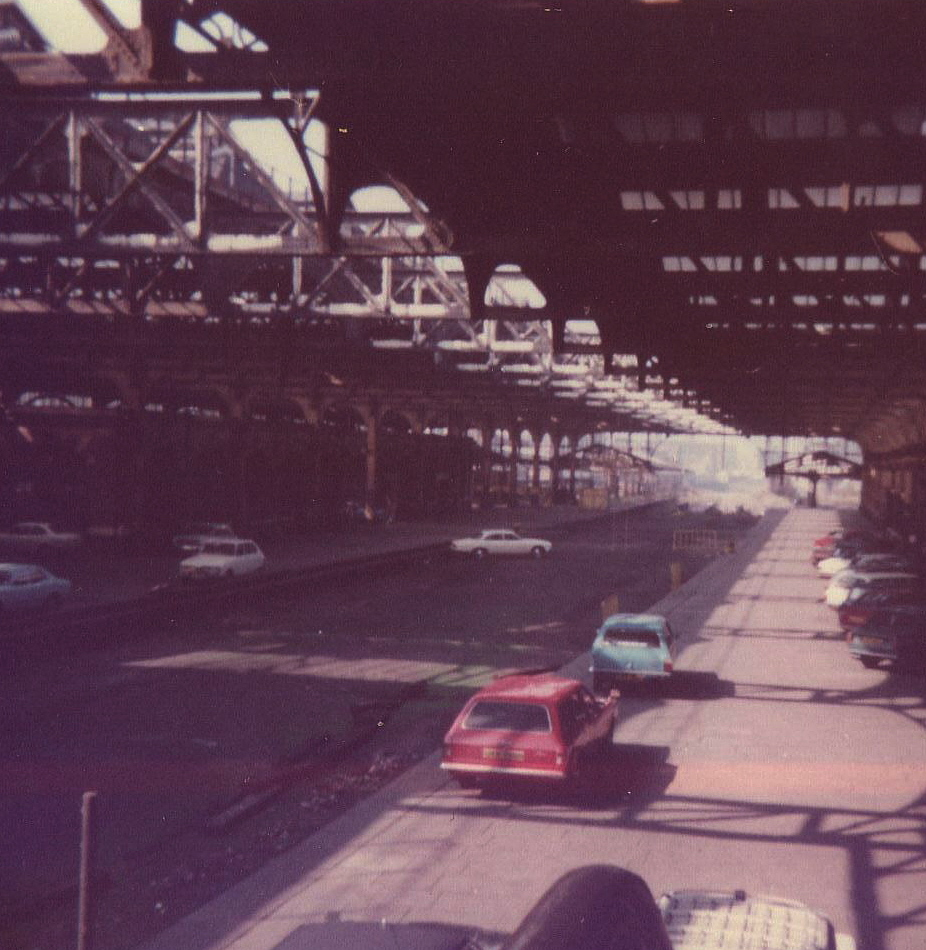
Snow Hill en estado de abandono, siendo utilizada como aparcamiento en 1977, poco antes de su demolición

Los servicios de larga distancia a través de Snow Hill cesaron en marzo de 1967. El túnel de Snow Hill se cerró a todo el tráfico al año siguiente, y el último tren circuló el 2 de marzo de 1968. Los trenes locales hacia Leamington Spa y Stratford upon Avon luego terminaron en Moor Street. Los servicios a Londres, West Country, Stourbridge y Shrewsbury se desviaron a New Street y se cerró el ramal a Dudley. Todo lo que quedaba era un servicio de lanzadera de cuatro trenes por día usando coches de la Clase 122 a Langley Green, junto con seis servicios de parada diarios a Wolverhampton Low Level. Dado que la mayoría de las instalaciones para pasajeros en la estación se dieron de baja, y prácticamente toda la estación quedó en desuso a excepción de un andén en fondo de saco, Snow Hill adquirió el desafortunado apodo de "la parada de ferrocarril sin personal más grande del país". En marzo de 1972 se retiraron estos últimos servicios y la estación cerró por completo, junto con las líneas hasta Smethwick y Wolverhampton, con la excepción de una sola línea desde Smethwick West para dar servicio a los Talleres de Coopers Scrap Metal en Handsworth.
Tras el cierre, la estación abandonada se utilizó durante varios años como aparcamiento. Disfrutó de un breve momento de fama en 1976, cuando fue el escenario de una escena de acción en la serie dramática de televisión local de la BBC Gangsters. Sin embargo, a pesar de las protestas públicas, el edificio Snow Hill no se conservó. La fachada de Colmore Row fue demolida en 1969, y el resto de la estación fue demolido en gran medida en 1977, cuando se reveló el peligroso estado del edificio. El hierro del techo de la estación estaba gravemente corroído en varios lugares, y el suelo y los cimientos inestables sobre los que se había construido la estación hacían que se deslizara ladera abajo. Algunos elementos, incluidas las puertas originales y el letrero de la sala de reservas, se preservaron y después se usaron en la restauración de Moor Street.

### Reposición

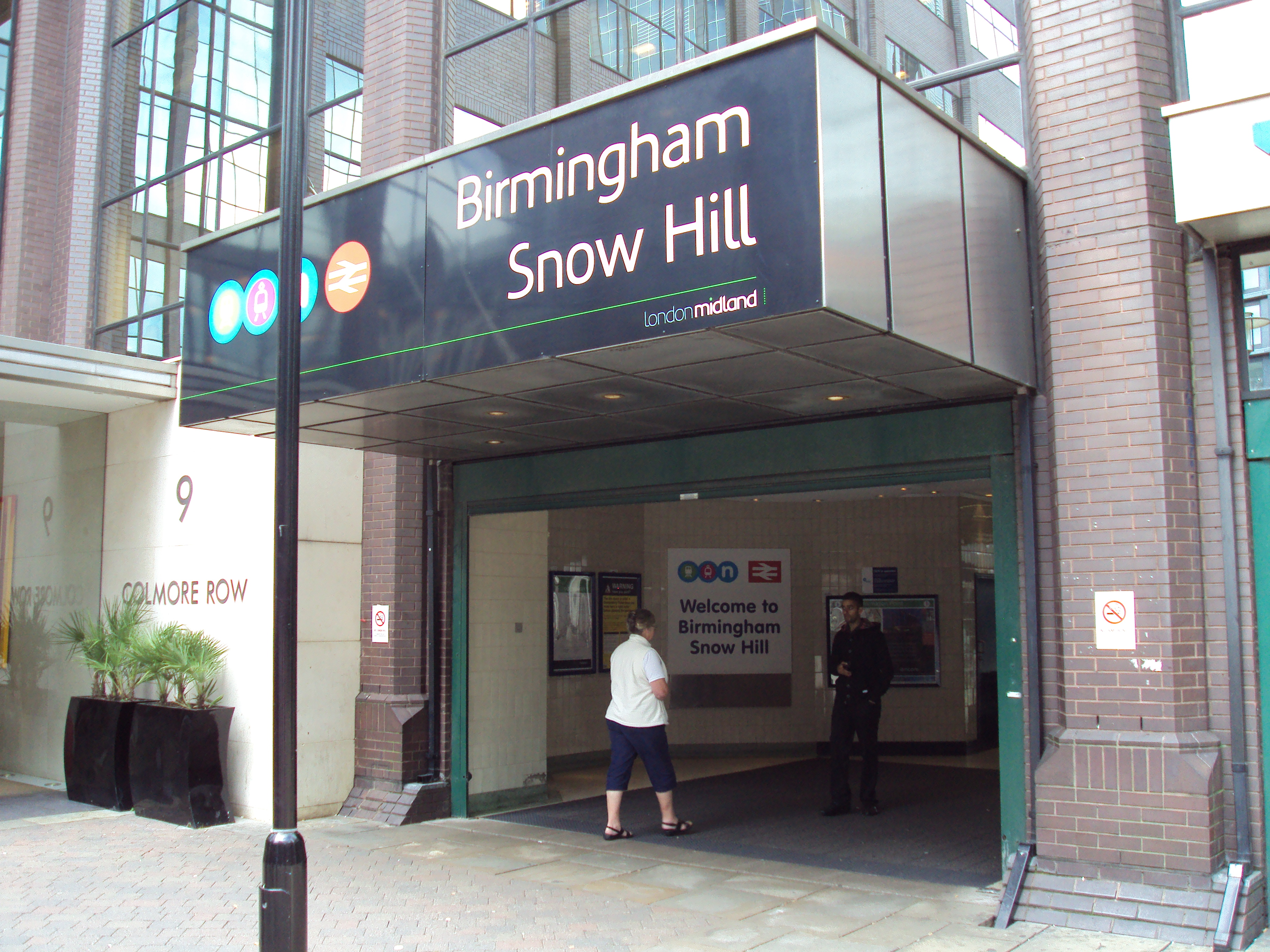
Entrada desde Colmore Row

La Autoridad de Transporte de Pasajeros de West Midlands había adoptado una política con el objetivo de restaurar los servicios ferroviarios que cruzan la ciudad a través de Snow Hill desde la década de 1970, un proyecto que se completó en dos fases.

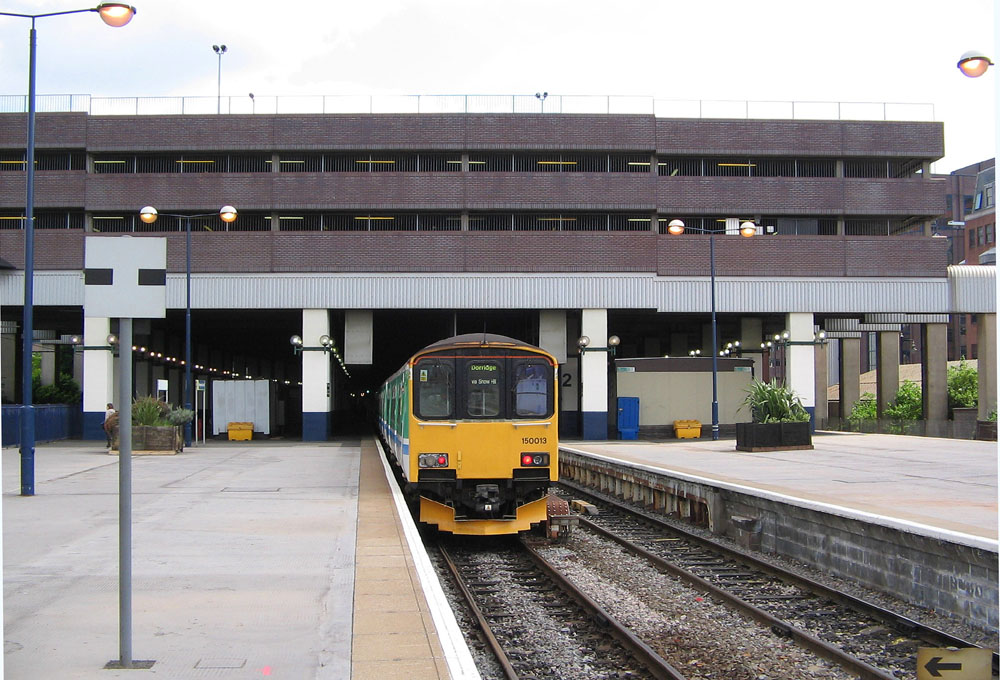
Un tren entrando en Snow Hill reconstruida desde el norte en 2006

La primera fase se completó el 5 de octubre de 1987, cuando la estación Snow Hill recién reconstruida abrió sus servicios hacia el sur, junto con el túnel de Snow Hill. La estación reconstruida es más pequeña que su predecesora eduardiana, y se ha cotado de dos plataformas centrales, lo que le permite disponer de cuatro vías de andén. La arquitectura de la estación es funcional en lugar de ornamentada, un estacionamiento de varias plantas se encuentra situado sobre el área de vías, lo que significa que se requiere iluminación artificial en el interior de la estación. Al igual que su predecesora, la entrada principal está en Colmore Row. Algunas partes de la estación original todavía son visibles (en particular, la entrada ahora sellada, con el escudo de GWR, en Livery Street).
Inicialmente, solo los servicios de parada locales a Leamington Spa y Stratford-upon-Avon usaban la nueva estación. Los servicios en Moor Street (donde habían terminado anteriormente), se cambiaron de los antiguos andenes de la terminal, que luego se cerraron, a dos andenes de paso recién construidos, en el extremo sur del túnel de Snow Hill, formando una estación de paso adyacente a la boca del túnel.
En mayo de 1993, Network SouthEast reintrodujo los servicios de paradas limitadas a Londres, inicialmente con una frecuencia de dos horas, enrutados a Marylebone en lugar del destino previo al cierre de Paddington. El servicio demostró ser popular y se incrementó a una frecuencia de un tren por hora al año siguiente. Chiltern Railways se hizo cargo del servicio después de la privatización.

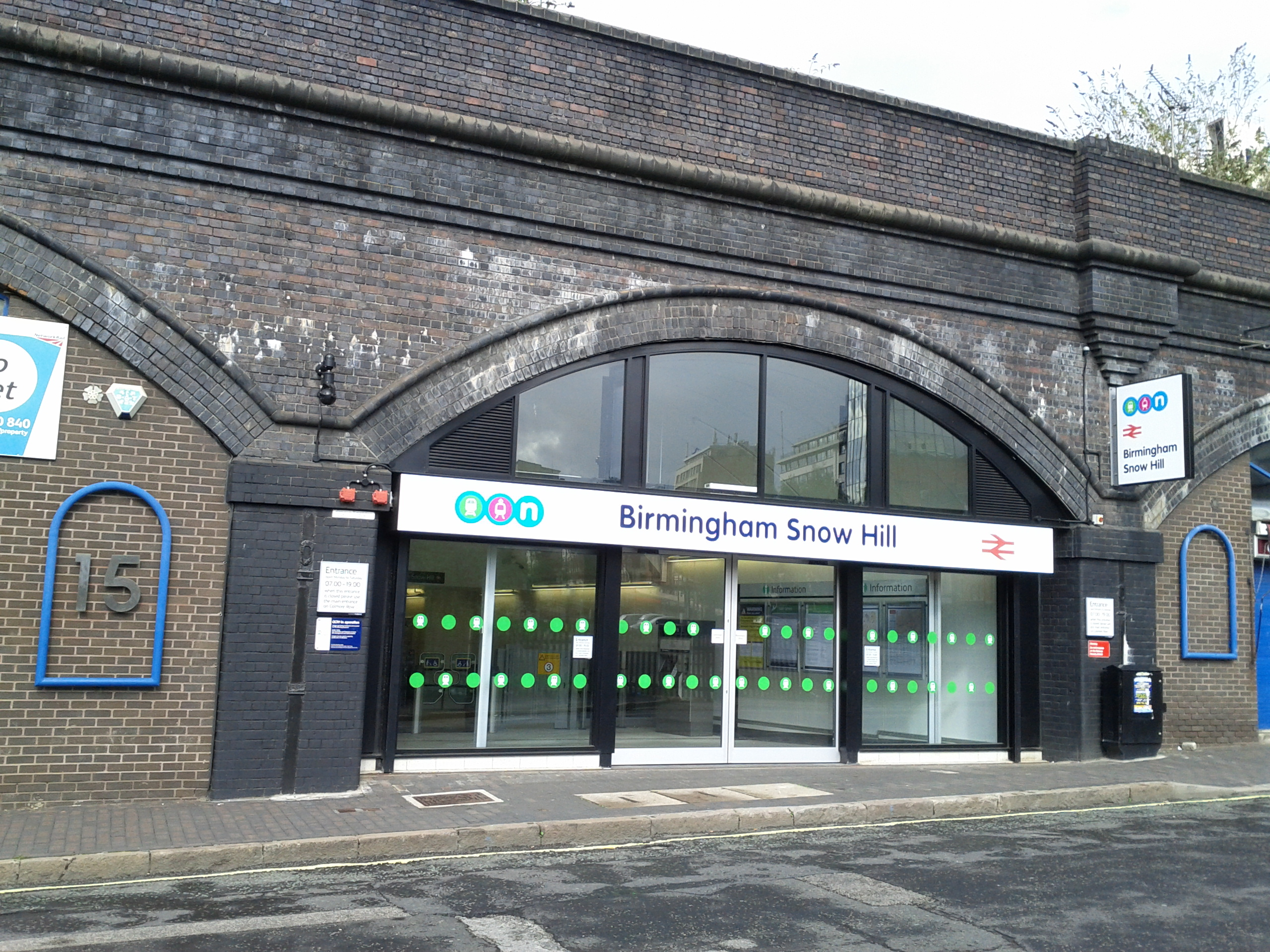
Entrada de Livery Street

La segunda fase del proyecto de reapertura de Snow Hill se completó el 24 de septiembre de 1995, cuando se reabrió el trayecto de Birmingham a Worcester a través de la Línea de Kidderminster con parada en Snow Hill. Esto permitió la reanudación de los servicios a Worcester Shrub Hill a través de Stourbridge Junction y Kidderminster. El proyecto "Jewellery Line" implicó la reapertura de la línea entre Smethwick West y Snow Hill, junto con tres nuevas estaciones (Smethwick Galton Bridge, The Hawthorns y Jewellery Quarter).
En 1999, la ruta a Wolverhampton se reabrió como una línea de tren ligero (tranvía), la Midland Metro.
En 2005 se comenzó a trabajar en una nueva entrada en Livery Street para dar acceso a los viajeros a la parte baja de Snow Hill y Jewellery Quarter, pero no se abrió al público hasta marzo de 2011. La actuación tenía un costo proyectado de 9,94 millones de libras, pero debido a que no se solicitó el permiso de planificación y las graves dificultades técnicas, el costo aumentó a más de 17 millones. Aunque los trabajos de construcción y acabados interiores se completaron en gran medida en diciembre de 2010, las disputas legales entre London Midland, Network Rail y Centro, provocaron un retraso en la apertura de la entrada de más de un año.
La antigua plataforma terminal del tranvía está destinada a ser devuelta para su uso como cuarta plataforma para los trenes de la línea principal. Sin embargo, a partir de septiembre de 2020, se han realizado pocos trabajos aparte de la desconexión y el levantamiento parcial de la antigua línea de tranvía. Está previsto que el cuarto andén se complete para 2026.

#### Loseta conmemorativa del "gato de la estación"

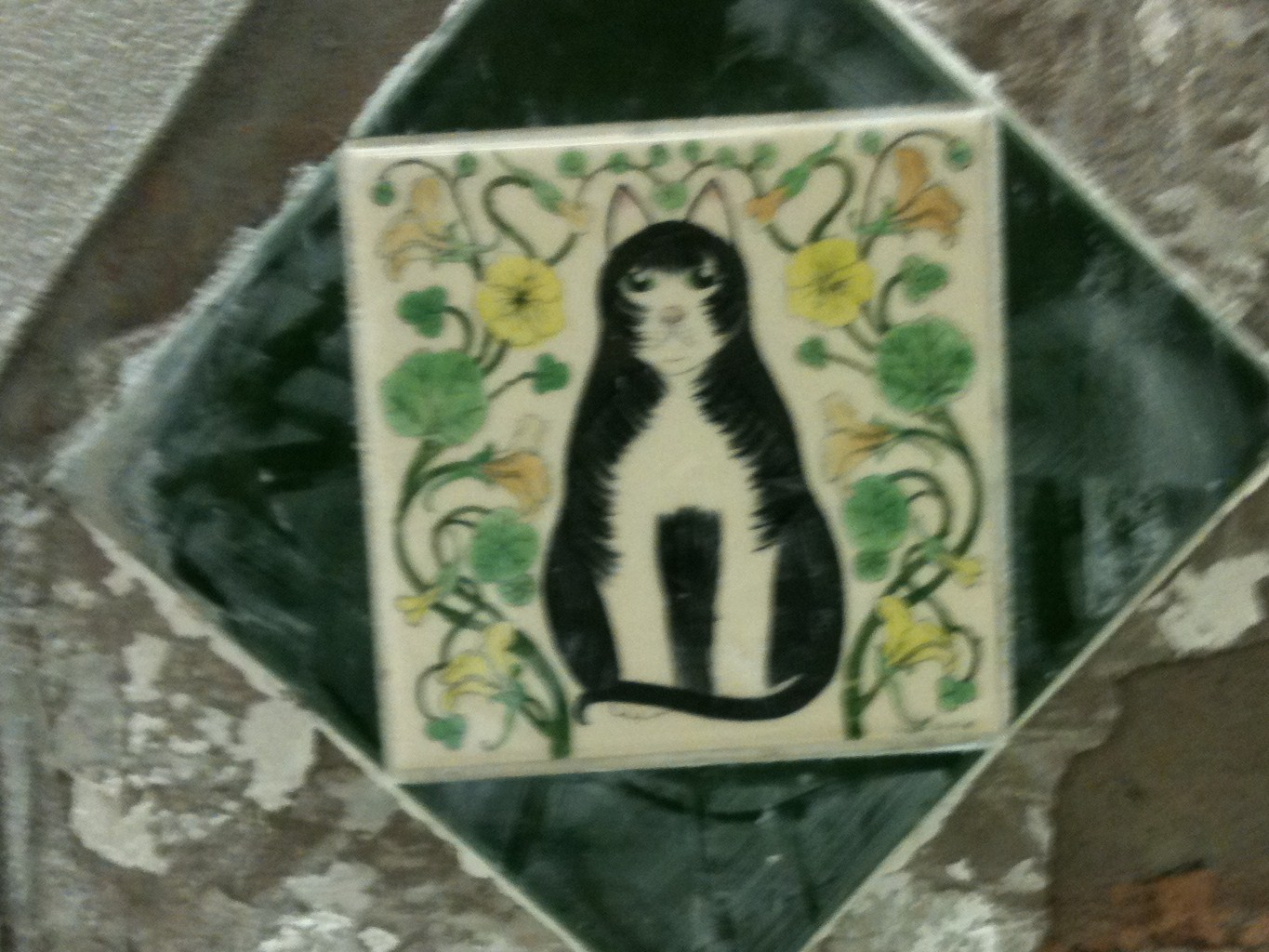
Azulejo conmemorativo del Gato de la Estación

En recuerdo de un gato que vivió en la estación antes de su cierre, durante las obras de reapertura se instaló un mosaico conmemorativo. Durante los trabajos de remodelación posteriores realizados en 2014, se tuvo cuidado de que el azulejo permaneciera en su lugar.

## Servicios
La estación está gestionada por West Midlands Trains y los servicios son proporcionados por West Midlands Trains y Chiltern Railways. Hay un pequeño conjunto de apartaderos en el extremo de Hockley de la estación, al que solo se puede llegar desde la Plataforma 1. Todas las plataformas se pueden utilizar en cualquier dirección; por lo general, los andenes 1 o 2 se utilizan para los trenes que van hacia el norte, el andén 2 para los trenes que terminan en la estación y el andén 3 para los trenes que van hacia el sur.
Ocasionalmente, los trenes especiales steam-hauled utilizan la estación.

### Ferrocarriles de Chiltern
Snow Hill cuenta con servicios regulares de Chiltern hacia y desde la Estación de Marylebone en Londres. Algunos servicios de Chiltern continúan más allá de Birmingham hasta Kidderminster. El servicio de Chiltern es:
- 1 tph fuera de las horas pico/ 2 trenes por hora (tph) en los períodos pico a London Marylebone a través de Leamington Spa, Banbury y High Wycombe.

### Ferrocarril de West Midlands
Los servicios locales de Snow Hill, como la mayoría de los servicios locales a las Midlands del Oeste, son compatibles con los horarios del Transport for West Midlands. Son operados por West Midlands Trains utilizando la marca West Midlands Railway. Hay seis trenes de West Midlands Railway por hora (tph) que pasan por Snow Hill en cada dirección, que funcionan de la siguiente manera:
Hacia el este:
- 3 trenes por hora a Whitlocks End:

de los cuales uno continúa hasta Stratford-upon-Avon a través de la Línea del Norte de Warwickshire.
- 3 trenes por hora a Dorridge:

de los cuales uno continúa hacia Stratford-upon-Avon a través del Baipás de Hatton North y Bearley West Junction hacia la Línea del Norte de Warwickshire.
Algunos de los servicios de West Midlands Railway en hora punta continúan desde Dorridge hasta Leamington Spa.
Hacia el oeste:
- 6 trenes por hora a Stourbridge Junction:

de los cuales cuatro siguen a Kidderminster:
y dos de ellos siguen hacia Worcester Foregate Street
(los servicios más allá de Worcester, hacia Malvern y Hereford son no son regulares, generalmente uno por hora).

## Paradas de tranvía

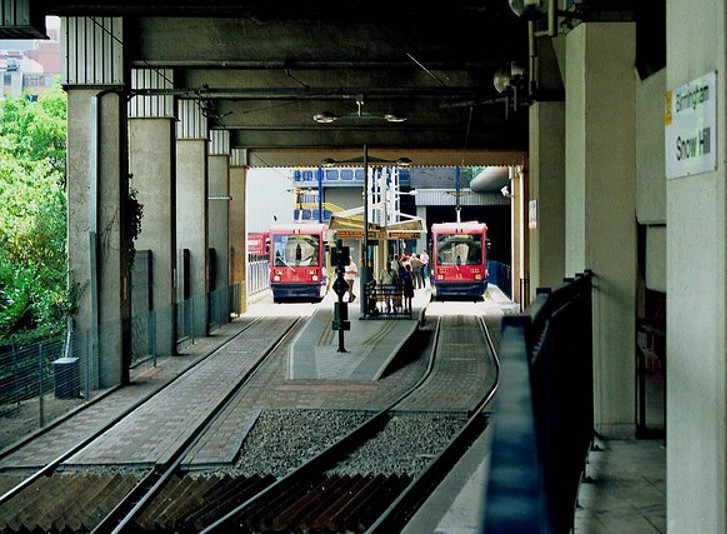
Antigua parada terminal en Snow Hill (1999-2015)

### Antigua terminal
Desde 1999 hasta 2015, Snow Hill el final de la Línea 1 del Midland Metro, que alcanza hasta la Estación de St George en Wolverhampton. Inaugurada el 31 de mayo de 1999, la parada ocupaba el espacio correspondiente al andén 4 de la antigua estación. La parada tenía dos vías de andén, y se accedía a ella por un tramo corto de vía única.
La terminal de Snow Hill se cerró oficialmente el 24 de octubre de 2015 y la línea de aproximación se desconectó para permitir que la nueva extensión hacia el centro de Birmingham se conectara a la línea existente. Por lo tanto, es la única parada del Midland Metro que hasta ahora se ha cerrado permanentemente. Los tranvías pasaron a terminar en St Paul, hasta que se puso en servicio la primera parte de la extensión hasta Bull Street el 6 de diciembre de 2015.

### Circulación a través de la parada

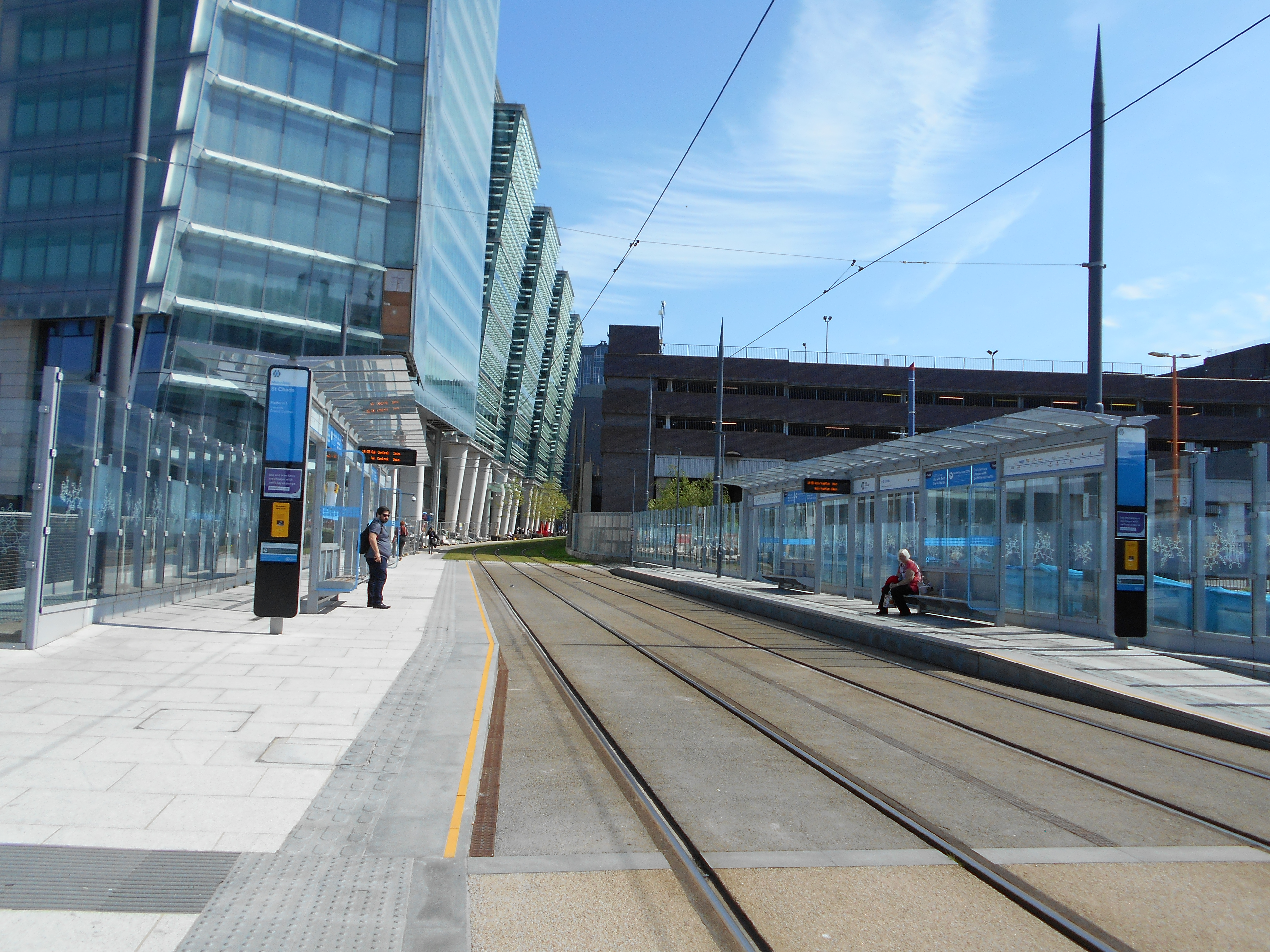
Parada de St Chads junto a Snow Hill, sustituyendo a la antigua terminal

Como parte de la extensión, se abrió una nueva parada a través de Snow Hill en una ubicación diferente fuera de la estación y más al oeste, en el viaducto existente cerca de la entrada de Livery Street. La financiación necesaria para la obra se confirmó en octubre de 2010. Junto a la estación se construyó un nuevo viaducto como parte del desarrollo de Snowhill para llevar las líneas de tranvía al centro de la ciudad. Esto permite que el andén 4 pueda volver a ser parte de la línea principal en el futuro.
La nueva parada de Snow Hill se inauguró el 2 de junio de 2016, dos días después de la apertura total de la extensión hacia New Street en el centro de la ciudad. Sin embargo, en ese momento no se habían finalizado las obras necesarias para permitir el acceso de los viajeros a la parada desde la calle o desde la estación de tren contigua, por lo que los viajeros solo podían llegar a la parada empleando una pasarela junto a las vías desde el centro de la ciudad. Las escaleras y un ascensor que conecta la parada con la calle de abajo se completaron en septiembre de 2017.
En enero de 2017, la parada pasó a llamarse St Chads porque el nombre de Snow Hill se consideró engañoso para los pasajeros que usaban la estación principal, debido a la falta de intercambio directo de la nueva parada con la estación de tren y la proximidad de la parada de Bull Street. La parada ahora se anuncia como un transbordo alternativo a la estación del ferrocarril, siendo Bull Street el intercambio principal.
En diciembre de 2018 se anunció que se construiría una nueva entrada en la estación Snow Hill, abriendo un arco en el viaducto ferroviario. Esto permitirá el intercambio directo entre la parada de tranvía de St Chads y la estación de tren. El trabajo debía de comenzar en el verano de 2019.

## Accidentes e incidentes
- En octubre de 1854, una locomotora descarrilada cayó en Great Charles Street, debajo de la estación.[55]